# Guaus
Guaus (en francès Gouaux) és un municipi francès situat al departament dels Alts Pirineus i a la regió d'Occitània.

## Demografia
| 1962                                       | 1968 | 1975 | 1982 | 1990 | 1999 | 2007 |
| ------------------------------------------ | ---- | ---- | ---- | ---- | ---- | ---- |
| 42                                         | 42   | 34   | 46   | 62   | 58   | 73   |
| Des de 1962: població sense dobles comptes |      |      |      |      |      |      |

## Administració
| Període | Identitat        | Partit     |
| ------- | ---------------- | ---------- |
| 2008-   | Jacques Touchard | Ecologista |